# Kathy Stobart
Florence Kathleen „Kathy“ Stobart (* 1. April 1925 in South Shields; † 5. Juli 2014) war eine britische Jazzmusikerin (Tenor-, Sopran-, und Baritonsaxophon, gelegentlich auch Flöte und Klarinette).

## Leben und Wirken
Kathy Stobart begann mit zwölf Jahren Altsaxophon zu spielen und war schon als Vierzehnjährige mit Don Rico’s Ladies’ Swing Band unterwegs und fand später in Newcastle ein festes Engagement in einem Tanzpalast. 1942 ging sie nach London, wo sie in Nachtclubs mit britischen Musikern wie Denis Rose, Ted Heath und Jimmy Skidmore, aber auch Angehörigen der US-Armee wie Peanuts Hucko und Art Pepper spielte. Anschließend gehörte sie zur Big Band von Vic Lewis, in der auch ihr erster Ehemann, Art Thompson, tätig war. 1949 gründete sie eine eigene Combo, in der unter anderem Derek Humble, Pete King, Dennis Armitage, Dill Jones und der 1969 verstorbene Trompeter Bert Courtley, mit dem sie seit 1951 verheiratet war, angehörten. Ab 1952 trat sie nur noch selten auf, weil sie sich vorrangig ihrer Familie widmete und ihre drei Söhne großzog. Gelegentlich spielte sie bei Humphrey Lyttelton, wo sie 1957 an der Stelle von Jimmy Skidmore und später statt Tony Coe spielte. In den 1960er Jahren trat sie auch mit John Picard auf. Auch war sie als Lehrerin im City Literary Institute in Londons Drury Lane tätig.
Nach dem Tod ihres Mannes 1969 beendete sie die Zwangspause als Hausfrau und kehrte auf die Bühne zurück, zunächst in der Band von Humphrey Lyttelton, in der sie bis 1978 blieb. Ab 1974 hatte sie zunächst eine eigene Gruppe gemeinsam mit Harry Beckett (Arbeia, 1978 auf Spotlite Jazz). Ab 1979 leitete sie eine Band gemeinsam mit dem Vibraphonisten Lenny Best. Stobart spielte in den frühen 1980ern auch in New York City; dort trat sie sowohl mit Marian McPartland als auch mit Zoot Sims auf. 1982 war sie die Attraktion des ersten British Women’s Jazz Festival. 1983 nahm sie mit Humphrey Lyttelton dessen Platte Movin’ and Grovin’ auf. 1986 war sie Mitglied von Gail Thompsons Gail Force, um dann ein Quintett mit Joan Cunningham zu leiten. 1992 kehrte sie zur Band von Lyttelton zurück, bevor sie sich 2004 aus dem Musikleben zurückzog.
Stobart Spiel zeichnete sich durch einen vollen, kräftigen Klang und schnörkellosen Stil aus. Sie hat sich vom frühen Modern Jazz zum Mainstream entwickelt. Als Saxophonlehrerin unterrichtete sie Klassen in Exeter und London. Ihre Anerkennung als Jazzpionierin lässt sich daran erkennen, dass sie in der in den Vereinigten Staaten zusammengestellten Kompilation Jazz Women: A Feminist Retrospective berücksichtigt wurde.

## Diskographische Hinweise
- Saxploitation mit Joe Temperley, Mick Pyne u. a. (1976)
- Arbeia mit Harry Beckett, Martin Blackwell, Harvey Weston, Tony Mann, Marion Williams (1978)

## Lexigraphische Einträge
- Ian Carr, Digby Fairweather, Brian Priestley: Rough Guide Jazz. Der ultimative Führer zur Jazzmusik. 1700 Künstler und Bands von den Anfängen bis heute. Metzler, Stuttgart/Weimar 1999, ISBN 3-476-01584-X.
- Leonard Feather, Ira Gitler: The Biographical Encyclopedia of Jazz. Oxford University Press, New York 1999, ISBN 0-19-532000-X.